# Cryptophagus hauseri
Cryptophagus hauseri is een keversoort uit de familie harige schimmelkevers (Cryptophagidae). De wetenschappelijke naam van de soort werd in 1890 gepubliceerd door Edmund Reitter.